# Kvantálás (jelfeldolgozás)
A jelfeldolgozás  a digitális számítógépek elterjedésével nagyságrendekkel felgyorsult, és lehetővé vált a valós idejű és online kiértékelés, vezérlés és irányítás. A folyamatokat jellemző jelek általában nem alkalmasak digitális számítógépen történő feldolgozásra. A folyamatok többségét jellemző analóg folytonos jelek digitális jellé történő átalakítása kvantálással történik.
A kvantálás során az analóg jeleket olyan diszkrét jelekké alakítják át, mely a digitális számítógépek számára ’érthetők’. A feldolgozandó jel nem mindig érhető el villamos jel formájában. Ilyen esetekben a jelet át kell alakítani villamos jellé (például, hőmérséklet, nyomás stb.) Ezt a műveletet a megfelelő célra alkalmas jelátalakítók végzik el.
A villamos jel, mely hordozza egy folyamat valamely paraméterét, még nem alkalmas arra, hogy digitális számítógép feldolgozza. A digitális számítógép csak kódolt (többnyire bináris) számsorokat képes befogadni tárolásra és további feldolgozásra.
Ezért a folyamatot jellemző villamos jelet át kell alakítani bináris számsorokká. A megfelelően átalakított binárisan kódolt számok a folyamatot elegendő pontossággal jellemzik.
A kvantálás kvantumok képzése. A kvantum szó eredete a latin quantum szó, mely mennyiséget jelent. A folytonos jelet diszkrét jelekké (mennyiséggé) kell átalakítani. A jelfeldolgozásra alkalmas kvantumok a korábban említett binárisan kódolt számcsoportok.
A kvantálást általában az analóg jelből történő mintavétel előzi meg. A Shannon-féle mintavételi szabály betartásával olyan minták képezhetők, melyek az eredeti jelet elfogadható kis eltéréssel diszkrét mintákká alakítják át.
A mintavételt és a kvantálást általában analóg-digitális átalakítók (ADC) végzik el.
Az analóg-digitális átalakítók számos fajtáját fejlesztették ki, néhány ismertebb típus:
- Flash ADC
- Szukcessziv approximációs ADC (Fokozatos közelítésű analóg-digitális átalakító)
- Fűrészfog-típusú ADC
- Integráló ADC
- Visszacsatolt ADC
- Wilkinson ADC
- Szigma-Delta ( ) ADC

Az analóg-digitális átalakítók kimenetén rendelkezésre áll a binárisan kódolt számcsoport, mely a megfelelő pontossággal jellemzi a mért analóg jelet.
A binárisan kódolt számcsoport már alkalmas bemeneti jel a digitális számítógépek számára.
Természetesen a digitális jellé történő átalakítás során hibák léphetnek fel.
Ilyenek a kvantálási zaj, granulációs zaj, linearitási hiba, monotonitási hiba, offsethiba, túlvezérlési hiba. Ezeket a lehetséges hibaforrásokat megfelelő áramkörökkel olyan mértékben lehet korrigálni, ami megfelel az adott mérés/átalakítás pontossági követelményeinek.